# Cucina torinese
La cucina torinese è profondamente radicata nel territorio, nascendo da un connubio fra la sua origine contadina e le esigenze raffinate della Corte sabauda.

## Piatti tipici della cucina torinese
Antipasti 
- Albese (fettine finissime di vitello fassone condite con olio extravergine d'oliva, aglio, limone, scaglie di grana e pepe)
- Batsoà (fettine sottili tratte da un pasticcio di piede di vitello o di maiale bolliti fino a che la carne si stacca spontaneamente dall'osso, ribolliti nel proprio brodo con aceto fino alla consumazione del liquido di cottura e raffreddati; possono essere servite fredde con olio d'oliva e sale o impanate e fritte in olio. È uso anche aggiungere nell'ebollizione altre parti del vitello quali la testa e la coda)
- Cacciatorini (salami stagionati di maiale, macinato a grana grossa ma insaccato in piccole dimensioni)
- Vitel tonné (fette di arrosto di vitello servite fredde e ricoperte di maionese mista a tonno in scatola tritato molto finemente)
- Acciughe al verde (acciughe in scatola dissalate, conservate nel bagnet verd)
- Tomini al verde (tomini ricoperti con una salsa di prezzemolo e aglio tritati, e olio di oliva)
- Lingua al verde (lingua di vitello bollita, tagliata a fette ricoperte poi con bagnet verd)
- Flan di verdure
- Trota in carpione (filetti di trota marinati "in carpione" con cipolle, salvia ed eventualmente verdure)
- Battuta di fassone (carne cruda di vitello (filetto o coscia) "tritata" con il coltello e condita con olio, limone, sale e pepe).

 Primi piatti 
- Agnolotti (piccole sacche rettangolari di pasta all'uovo ripiene di arrosto di carne e verdura cotta, sbollentate in acque e poi condite col sugo stesso dell'arrosto o con burro e salvia)
- Agnolotti del Plìn  (ossia "al pizzicotto", di taglio più piccolo degli agnolotti normali)
- Tajarin (tagliatelle sottili all'uovo, condite come gli agnolotti o servite al ragù)

 Secondi 
- Fritto misto alla piemontese (originale combinazione di carni, frattaglie, frutta e dolci fritti in olio)
- Gran bollito misto piemontese (carni miste bollite, servite con il bagnèt verd e/o con il bagnèt ross e con mostarda d'uva)
- Brasato al barolo (stracotto di manzo, dopo che questo è stato lasciato marinare, secondo la ricetta tradizionale, per otto giorni nel vino barolo insieme a erbe aromatiche)
- Cacciagione in civet (cacciagione cotta con vino rosso, spezie e funghi)
- Finanziera (creste e bargigli di gallo, granelle, fegatini di pollo, fettine di manzo infarinate, fesa, cervella e animelle di vitello vengono cotti con funghi sott'olio e sottaceti, cui si aggiungono spesso piselli precotti a parte, burro e vino marsala)

 Contorni 
- Funghi trifolati in padella (meglio se porcini)
- Zucchine in carpione (fette di zucchine tagliate sottili per lunghezza e "marinate" per almeno 5-6 ore in un bagno di cipolle, aceto e salvia)

 Salse 
- Bagna càuda (salsa a base di acciughe dissalate, diliscate e tritate finemente, con aglio tritato grossolanamente e "sciolte" in olio bollente, in cui s'intingono tradizionalmente coste di cardo, ma è uso anche l'impiego di fette di topinambur, di peperoni grigliati, d'insalata belga e di foglie di cavolo. Viene anche servita come piatto unico)
- Bagnèt vèrd (salsa verde composta da acciughe dissalate e diliscate, tritate insieme a uova sode, aglio ed abbondante prezzemolo, cui si aggiunge mollica di pane imbevuta di aceto e poi strizzata, il tutto mescolato con olio extravergine di oliva. Si serve prevalentemente sui bolliti)
- Bagnèt ross (salsa rossa composta con pomodoro a dadoni, cotto a lungo in casseruola con aglio, cipolle e carote tritati, a cui si aggiunge un poco di zucchero, peperoncino e aceto. A fine cottura si passa tutto in passaverdura e si lascia riposare incorporando olio extravergine d'oliva a sufficienza per rendere cremoso l'insieme. Si usa prevalentemente su carni bollite)

 Panetteria 
- Biòva (tipica forma tonda di pane torinese)
- Grissa (altra tipica forma di pane, di farina di grano duro)
- Grissini (stirati o arrotolati, questi ultimi chiamati rubatà. Furono inventati nel 1668 a Torino dal panettiere Antonio Brunero, dietro prescrizione del medico di corte Baldo Pecchio, per il piccolo duca Vittorio Amedeo II di Savoia, che era inappetente e quindi non si nutriva a sufficienza)

 Pizzeria 
- Farinata
- Pizza al tegamino (varietà locale di pizza, caratterizzata dalla doppia lievitazione e dalla cottura in un piccolo tegame metallico)

 Dolci 
- Amaretti
- Castagnaccio
- Marrons glacés
- Torta alle nocciole
- Bonèt (budino preparato e cotto con amaretti e cacao)
- Panna cotta
- Baci di dama
- Savoiardi
- Zabaione (secondo la tradizione inventato a Torino dal francescano Pasquale de Baylon nel XVI secolo, il quale fu poi fatto santo: dall'espressione San Baylon viene poi il nome di questa miscela di tuorli, zucchero, cannella e marsala o moscato, cotta al bagnomaria)
- Coppa di Torino (si tratta di una fetta di pan di Spagna imbevuta di rhum e posta sul fondo di una grande coppa di cristallo da spumante, sulla quale si sistemano uno strato di crema pasticciera, uno di marrons glacés sminuzzati e infine uno di panna montata. Sulla sommità viene posta una ciliegina)
- Crema gianduia

 Caffetteria 
- Caffè espresso
- Bicerin (o Bicerìn ëd Cavour, viene servito in una tazza o in un bicchiere ove viene versato prima cioccolato amaro fuso e caldo, quindi caffè caldo e poi panna fredda)[1]

## L'aperitivo

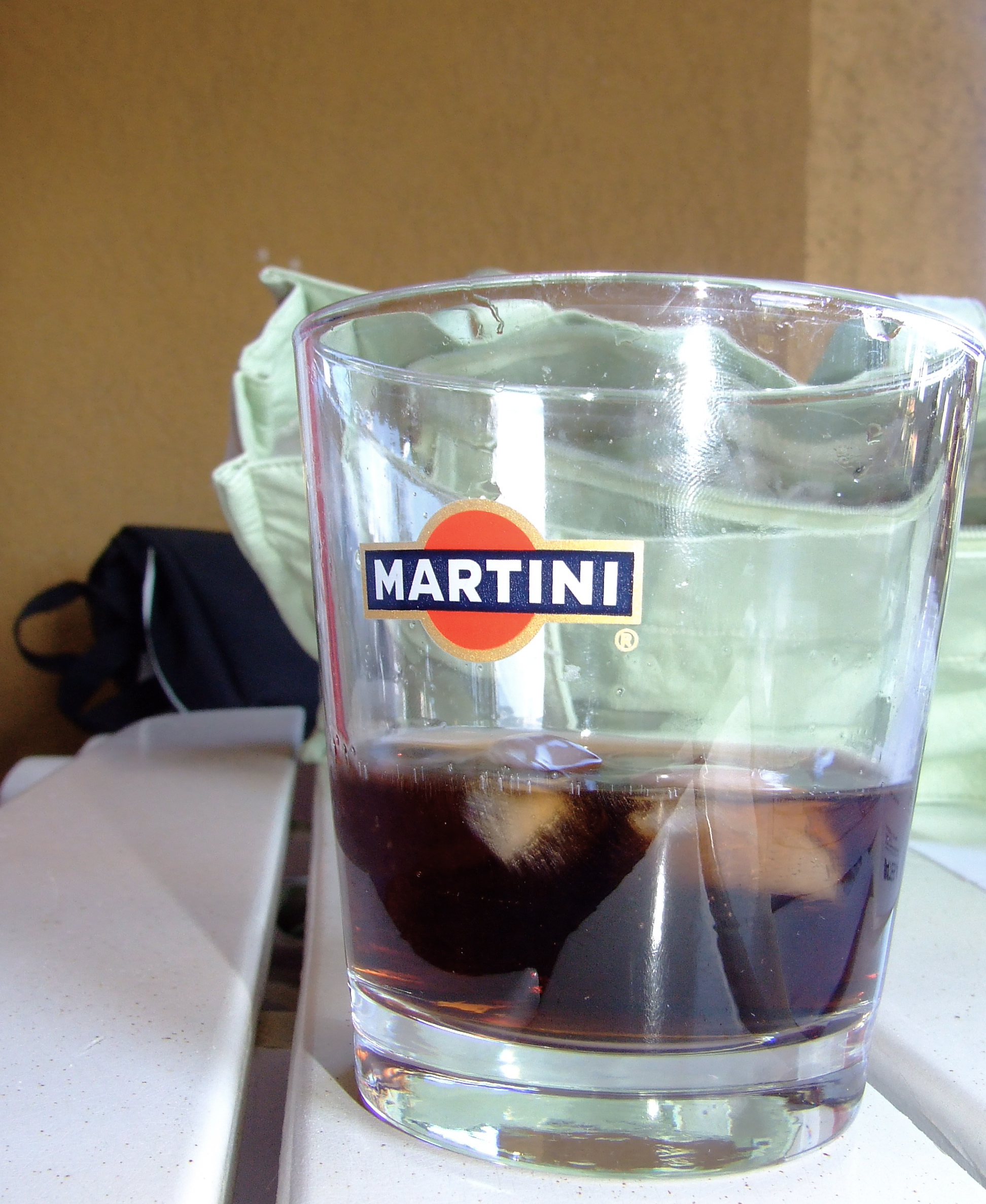
L'aperitivo è una storica tradizione torinese

Torino è considerata una delle città natali dell'aperitivo.
A Torino l'aperitivo è un rito a cui dedicare pochi minuti come diverse ore, tanto da poter diventare il sostituto di una cena vera e propria. I buffet possono infatti comprendere assaggi di pietanze fredde (come le verdure per una bagna càuda) o calde.
Il rito dell'aperitivo è esploso negli ultimi anni in questa forma ormai comune in tutto il Nord Italia, tuttavia nel capoluogo subalpino è in uso da molto tempo. In primo luogo è un'abitudine tradizionale piemontese la cosiddetta merenda sinoira, ossia il pasto del tardo pomeriggio a base di salumi e formaggi, consumato durante le partite a carte o al ritorno da un'escursione in montagna, "innaffiata" con vino rosso.
In secondo luogo è da ricordare che il vermouth fu inventato a Torino nel 1786 da Antonio Benedetto Carpano e tale bevanda fu resa nota a livello internazionale dalla Martini & Rossi, un'altra ditta torinese.
Inoltre non tutti sanno che il primo tramezzino in Italia fu quello del caffè Mulassano, nel 1925, importato come altre cose da Parigi.

## Il cioccolato

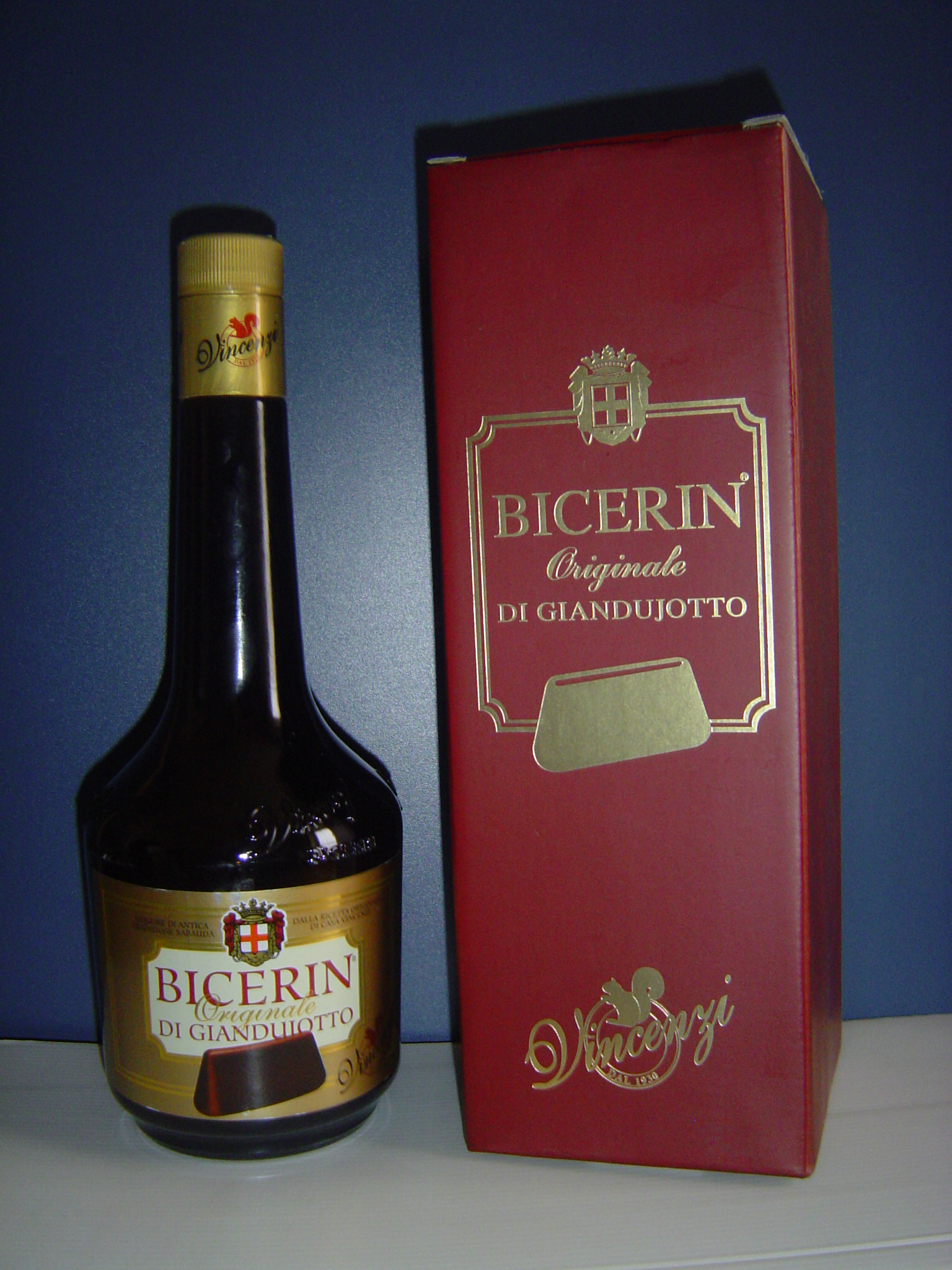
Bottiglia di bicerin, tipico prodotto torinese

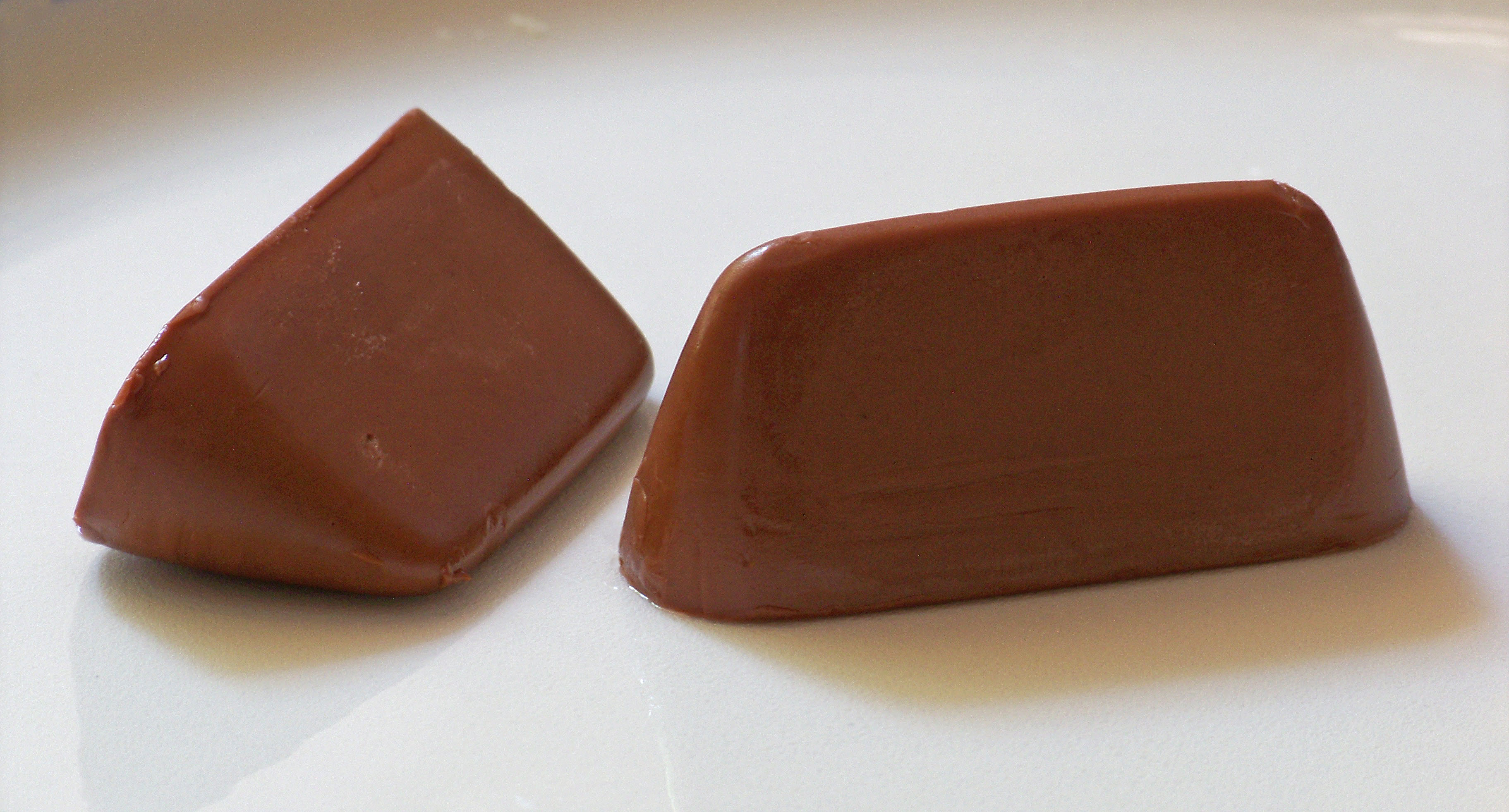
Gianduiotto

Torino è un importante centro europeo per la produzione di cioccolato. Fu a Torino, infatti, che alla fine del XVIII secolo fu inventato il sistema per rendere il cioccolato solido, dato che fino ad allora veniva consumato esclusivamente come bevanda calda. In tal modo iniziò una vera e propria produzione industriale che da Torino si diffuse in tutta Europa, a tal punto che gli stessi Svizzeri vennero nella capitale del Regno Sabaudo per imparare il mestiere.
Tipico cioccolatino simbolo di Torino è il Gianduiotto, inventato dalla Caffarel (allora situata in via Balbis, nel quartiere San Donato di Torino) nel 1852.
Le più importanti cioccolaterie della città sono Peyrano, Streglio, Baratti & Milano, Guido Gobino, Pfatish, Venchi e Stratta.
Un altro tipico prodotto torinese a base di cioccolato è il bicerin, una bevanda a base di cioccolato, caffè e panna, inventata secondo la tradizione al Caffè Confetteria Al Bicerin dal 1763, uno dei più antichi caffè della città.
Oggi è prodotto, sempre a Torino, un liquore chiamato Bicerin (vedi foto), a base di crema di gianduia.
A Torino a novembre si tiene per le vie e piazze della città CioccolaTò: una fiera del cioccolato in cui prendono parte sia i produttori locali sia le multinazionali del settore.

## Il gelato
Intorno al 1912 a Torino la gelateria Pepino inventò il "Pinguino", gelato su stecco con copertura di cioccolato amaro, del quale Mussolini era così goloso da farselo spedire a Roma. Il marchio fu registrato nel 1939.
A Torino è inoltre nata la catena di gelato semiartigianale Grom.

## I locali storici
Dall'associazione dei Locali storici d'Italia, Torino risulta essere la seconda città in Italia ad ospitarne di più. Infatti sono presenti ben 14 tra ristoranti, alberghi e, soprattutto, caffè.
I caffè torinesi sono ben diversi dai bar, e questo tratto accomuna Torino con Parigi. Pare che a determinare già nell'Ottocento la diffusione dei caffè, oltre alla passione subalpina per le golosità e la tradizione del cioccolato, sia stato l'arrivo improvviso di intellettuali da tutta Italia, che trovavano nella Torino di Carlo Alberto e di Cavour un rifugio dalle persecuzioni a cui erano soggetti nei loro Stati per le loro idee politiche, e il punto di riferimento della lotta per l'unità italiana. Nei caffè essi potevano incontrarsi, leggere i quotidiani, riscaldarsi e gustare le prelibatezze locali.
Oltre ai personaggi del Risorgimento, come Cavour, Rattazzi e d'Azeglio, nel Novecento alcuni di essi saranno frequentati da scrittori (come Guido Gozzano e Cesare Pavese), industriali (come il senatore Agnelli ed Emilio Lavazza) e pittori (come Felice Casorati).
Tra i ristoranti più famosi spicca il "Ristorante del Cambio", fondato nel 1757 e frequentato da Cavour, ma anche da Giacomo Casanova, che lo menziona nelle sue Memorie. 
Tra gli alberghi, lo storico "Turin Palace" si è aggiudicato nel 2017 il premio Travellers' Choice Hotel di TripAdvisor come miglior albergo d'Italia, classificandosi al terzo posto della classifica mondiale (il secondo in Europa).

### Caffè
- Caffè Confetteria Al Bicerin dal 1763 (1763)
- Caffè Fiorio (1780)
- Caffè San Carlo (1822)
- Caffè e pasticceria Baratti & Milano (1875)
- Caffè Platti (1875)
- Ristorante Caffè Torino (1903)
- Caffè Mulassano (1907)

### Pasticcerie
- Pasticceria confetteria Stratta (1836)
- Pasticceria confetteria Abrate (1866)
- Confetteria Avvignano (1883)
- Pasticceria Pfatish Gustavo (1921)

### Ristoranti
- Ristorante Caffè Del Cambio (1757)

### Alberghi
- Turin Palace Hotel (1872)
- Grand Hotel Sitea (1925)